# Der goldene Schmetterling
Der goldene Schmetterling ist ein österreichisch-deutscher Stummfilm von Michael Kertész, dessen letzte deutschsprachige Inszenierung dies vor seiner Weiterreise nach Hollywood 1926 war. Lili Damita spielt die Haupt- und Titelrolle. Die Geschichte basiert auf einem Stück von P. G. Wodehouse.

## Handlung
Die Geschichte spielt in London. Der alte MacFarland hat zum Lebensunterhalt der Familie ein Restaurant betrieben, in dem sein Sohn Andy und MacFarlands Pflegetochter Lilian, genannt Lilly, aushalfen. Lillys Traum schon seit Ewigkeiten war der, eines Tages auf der Bühne im Rampenlicht zu stehen und als Tänzerin zu reüssieren. Eines Tages erleidet der Alte einen Schlaganfall und stirbt. Andy, der gerade an einer renommierten Universität studiert, sieht sich nun dazu genötigt, sein Studium abzubrechen und kehrt nach London heim. Hier will er das Restaurant seines Vaters weiterführen, während sich Lilly um die Bücher kümmern soll. Lilian gibt aber ihren Traum vom Bühnentanz nicht ohne weiteres auf, was prompt zum Zerwürfnis mit Andy führt. Als er daraufhin seine Pflegeschwester aus dem Haus wirft, scheint das Tischtuch zwischen den beiden zerschnitten.
Lilly fokussiert nun ihr Handeln auf die Tanzkunst. Sie findet in dem Ballmeister und Tanzlehrer André Dubois ihren künstlerischen Förderer und in dem eleganten und attraktiven Millionär Teddy Aberdeen einen großzügigen Gönner, der sie aushält. Bald steigt Lilian zum Star einer großen Revuebühne auf und wird dank ihres Könnens und der tänzerischen Leichtigkeit verehrt. Lilly, die schon immer ihren Pflegebruder geliebt hatte, will Andy nicht aufgeben, doch seit dem Rauswurf zeigt dieser ihr nur noch die kalte Schulter. Daraufhin nimmt Lilian einen Antrag Teddys an. Bei ihrer Paradenummer, die als „Der goldene Schmetterling“ vermarktet wird, stürzt sie und wird schwer verletzt. Infolgedessen muss Lilian ihre Tanzkarriere aufgeben. In dieser Situation erfährt Aberdeen, dass Lilian ihre Liebe zu Andy nie aufgegeben hat und verzichtet daher darauf, dass sie sich an ihn bindet. Schließlich kommt es dank einer List des generösen Millionärs zu einer Aussöhnung zwischen den leiblich nicht verwandten „Geschwistern“.

## Produktionsnotizen
Der goldene Schmetterling wurde im April und Mai 1926 in den Berliner Efa- und Jofa-Ateliers sowie mit Außenaufnahmen in London und Oxford gedreht und erlebte seine Deutschland-Premiere am 30. August 1926 im Berliner Capitol-Kino. Demzufolge kann das Wiener Premieredatum “24. Februar 1926” nicht stimmen. Die damalige Fassung war 2245 Meter lang, verteilt auf sechs Akte. Ein Jugendverbot wurde erteilt.
Paul Leni schuf die Filmbauten, es war seine letzte Filmtätigkeit in Europa vor seiner Abreise nach Hollywood.

## Kritik
Das Kino-Journal meinte: „Das Schmetterlingsdasein dieses Publikumslieblings wird in blendenden Revuebildern voll reicher Schönheit dargestellt.“